# Грава (Катанија)
Грава (итал. Gravà) је насеље у Италији у округу Катанија, региону Сицилија.
Према процени из 2011. у насељу је живело 110 становника. Насеље се налази на надморској висини од 276 м.